# 苏糖酸
苏糖酸或译为苏阿糖酸（英語：Threonic acid）是一種苏糖的醛基氧化为羧基的醛糖酸衍生物，l-苏糖酸是体内抗坏血酸（维生素C）的代谢产物。一项研究表示l-苏糖酸可在体外实验中抑制DKK1的表达, 有潜力用于治疗雄激素源性脱发。